# ChatGPT
ChatGPT (acrònim del nom anglès Chat Generative Pre-trained Transformer, Transformador generatiu preensinistrat per a converses) és un prototip de bot conversacional d'intel·ligència artificial centrat en la usabilitat i el diàleg. Desenvolupat per OpenAI i presentat el 30 de novembre de 2022, el xatbot utilitza un model de llenguatge entrenat mitjançant l'aprenentatge per reforç i basat en l'arquitectura GPT-3. Compta amb els models GPT-4o, GPT-4, GPT-4o mini, GPT-o1 i GPT-o1 mini, GPT-o3,  GPT-4.5 i ChatGPT Search.
ChatGPT compta amb la integració de DALL-E 3 des del 19 d’octubre de 2023. Gràcies a aquesta integració, pot generar text, codi i imatges.

## Història
Va ser desenvolupat per l'empresa OpenAI, la qual tenia per objectiu desenvolupar tecnologies d'intel·ligència artificial d'alta qualitat i de lliure accés. L'empresa afirma: «La nostra missió és garantir que la intel·ligència general artificial beneficiï tota la humanitat».
Presentat el novembre de 2022, ChatGPT va cridar l'atenció per la seva facilitat d'ús i s'ha destacat per les seves respostes detallades i el seu coneixement històric. Segons OpenAI, la prova gratuïta d'aquest xatbot d'IA basat en GPT-3.5 va rebre més d'un milió de registres durant els primers cinc dies.
Al cap d'una setmana de ser llançat al mercat, ChatGPT va aconseguir més d'un milió d'usuaris registrats. En complir un any, tenia més de 100 milions d'usuaris setmanals actius i una valoració de més de 89.000 milions de dòlars.

## Característiques
És un prototip de bot conversacional d'intel·ligència artificial centrat en el diàleg, un format que permet que ChatGPT respongui preguntes de seguiment, admeti els seus errors, desafiï premisses incorrectes i rebutgi sol·licituds inadequades. El xatbot és capaç de generar tota classe de texts, des de poesia fins a diàlegs. Tanmateix, tot i l'ampli ventall d'indicacions a les quals és capaç de reaccionar, la seva precisió factual imperfecta ha rebut algunes crítiques.
ChatGPT es va entrenar mitjançant l'aprenentatge per reforç a partir de la retroalimentació humana, un mètode que augmenta l'aprenentatge automàtic amb intervenció humana per aconseguir un resultat realista. Es basa en l'arquitectura GPT-3. Durant el procés de formació, els entrenadors humans van fer el paper d'usuari i d'assistent d'intel·ligència artificial. Els models es van formar a la infraestructura de supercomputació de Microsoft Azure i es van ajustar mitjançant algorismes d'optimització de polítiques proximals. Els algorismes d'optimització de polítiques proximals presenten un benefici rendible per confiar en els algorismes d'optimització de polítiques regionals i neguen moltes de les operacions computacionalment costoses amb un rendiment més ràpid.
ChatGPT ha sigut entrenat amb una gran quantitat de dades de text, ja siguin articles, notícies, llibres, conversacions, etc., que li permeten comprendre el context i intenció de les preguntes portades a cap per l'usuari i generar respostes coherents i naturals. Addicionalment, pot utilitzar altres tipus d'informació com ara imatges o vídeos per millorar la seva capacitat de comprendre el món que l'envolta i aconseguir aquestes respostes precises i coherents.
En comparació amb el seu predecessor InstructGPT, ChatGPT intenta reduir les respostes nocives i enganyoses. Les dades d'entrenament de ChatGPT inclouen pàgines man i coneixements sobre fenòmens d'internet i llenguatges de programació, com ara sistemes de tauler d'anuncis i el llenguatge de programació Python.
A diferència de la majoria de xatbots, ChatGPT té estat, recordant les converses anteriors i les indicacions que ha rebut, la qual cosa pot permetre que ChatGPT s'utilitzi com a terapeuta personalitzat. En un esforç per evitar que es presentin i es produeixin sortides ofensives a ChatGPT, les consultes es filtren mitjançant una interfície de programació d'aplicacions de moderació i es descarten les indicacions potencialment racistes o sexistes.
El bot ofereix una llista de 51 llengües disponibles en què pot dialogar, d'entre les quals hi ha fins i tot l'esperanto, el kanarès i el zulú, però no el català. Tanmateix, és capaç de mantenir una conversa en català. No tradueix de cap llengua, sinó que fa la recerca i elabora una resposta directament en l'idioma en què se li ha fet la inquisició.

## Usos
ChatGPT és un prototip de bot conversacional d'intel·ligència artificial centrat en el diàleg; pot generar textos coherents i naturals, ja siguin articles, històries o respostes a preguntes fetes. També millora en la precisió en els sistemes de cerca d'informació, ja que és capaç de comprendre tant la intenció com el context de les preguntes dels usuaris.A més a més, pot ajudar a desenvolupar i millorar altres models de xatbots perquè també siguin capaços de mantenir una conversació coherent amb l'usuari, així com ser un model de llenguatge natural en què altres aplicacions, com ara les de traducció, es basin per millorar.

## Limitacions
ChatGPT té moltes limitacions. El model de recompensa de ChatGPT, dissenyat al voltant de la supervisió humana, es pot sobreoptimitzar i, per tant, dificultar-ne el rendiment, també conegut com a llei de Goodhart. Durant la formació, els revisors preferien respostes més llargues, independentment de la comprensió real o del contingut real. Les dades d'entrenament també poden patir un biaix algorítmic i les indicacions que inclouen descriptors vagues de persones, com ara els CEO, podrien generar una resposta que suposa que aquesta persona és un home blanc.
Malgrat la seva capacitat d'enteniment i velocitat per a la resposta de preguntes i la generació de textos, el xatbot té certes limitacions i el seu programari pot tenir problemes per a processar la informació donada si aquesta és massa complexa. D'altra banda, tampoc no és capaç de tractar conceptes o esdeveniments massa recents amb total precisió i detall. A més, el ChatGPT està dissenyat per a no admetre preguntes inadequades ni peticions perilloses.

## Preocupacions ètiques
La relació entre la intel·ligència artificial i l'ètica és un tema que produeix certes inquietuds. Les empreses tecnològiques que posen a disposició pública programes com aquest són conscients de certs límits que no es poden creuar.
En el cas de ChatGPT, el sistema pot recollir biaixos i opinions generals d'internet de manera que a vegades, segons la petició de l'usuari, crearà acudits o es guiarà per estereotips sobre determinats personatges. De la mateixa manera, també té accés a notícies falses i teories de conspiració que poden interferir de manera que les dades proporcionades pel xatbot no siguin del tot verídiques. Una de les altres restriccions programades per OpenAI són les advertències a preguntes concretes: si se li pregunta com assetjar algú respondrà que l'assetjament és dolent, així com ho farà si se li demana informació sobre la manipulació de persones o la construcció d'armes perilloses.
ChatGPT també ha generat controvèrsia i debat en l'àmbit de l'educació, ja que pot elaborar treballs escrits coherents que no són reconeguts pels detectors de plagi.

## Servei

### Servei bàsic

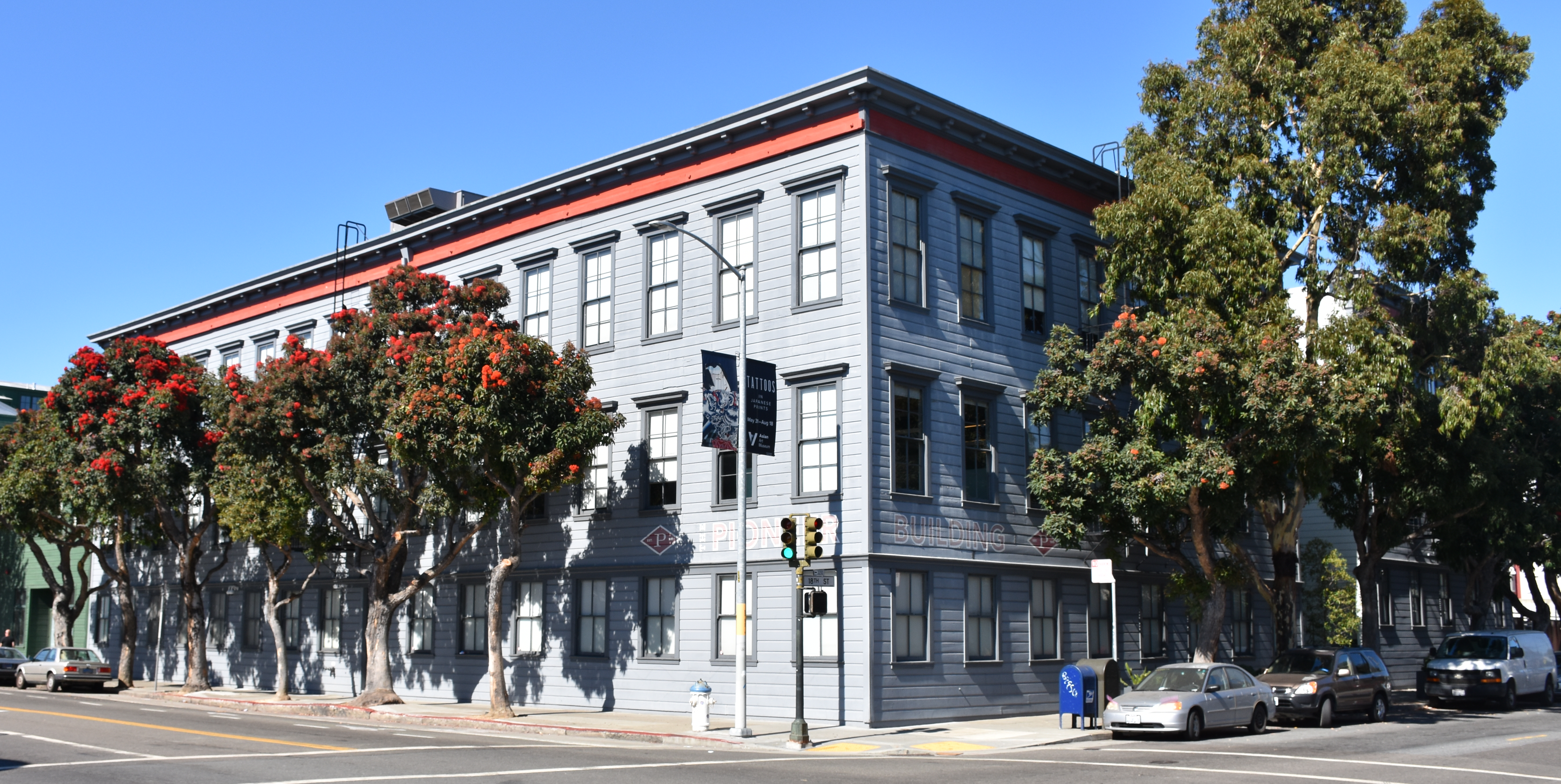
Antiga seu d'OpenAI, Pioneer Building, San Francisco

Disponibilitat de ChatGPT per país o regió a partir de novembre de 2023

ChatGPT va ser llançat el 30 de novembre de 2022 per OpenAI (creador de la sèrie inicial GPT de grans models de llenguatge, entre d'altres Intel·ligències Artificials que avui dia acaparen el mercat comDALL·E 2, un model de difusió utilitzat per generar imatges; i Whisper, un model de transcripció de veu). Inicialment, el servei era gratuït pel públic. L'empresa, però, tenia plans per monetitzar aquest servei més endavant. El programa va guanyar de seguida molta popularitat i el 4 de desembre de 2022, ChatGPT tenia ja més d'un milió d'usuaris. El gener de 2023, ChatGPT va arribar a més de 100 milions d'usuaris, la qual cosa la va convertir en l'aplicació de consum més ràpida en créixer fins al dia d'avui. Una enquesta de Pew Research de març de 2023 va trobar que el 14 per cent dels adults nord-americans havien provat ChatGPT.
Tot i que el servei funciona millor en anglès, també funciona en la majoria dels altres idiomes, amb diferents graus de precisió. L'abril de 2023, ChatGPT va ser bloquejat per la Xina, l'Iran, Corea del Nord i Rússia. A més, ChatGPT es va protegir per evitar fer negocis a la Xina, l'Iran, Corea del Nord i Rússia.

### Servei premium ChatGPT Plus
OpenAI va llançar, el febrer de 2023, un servei premium per als usuaris de ChatGPT. Aquest s'anomena ChatGPT Plus i costa 20 dòlars als mes. La companyia va prometre que la versió actualitzada però encara «experimental» de ChatGPT proporcionaria, durant els períodes punta, sense temps d'inactivitat, accés prioritari a noves funcions i velocitats de resposta més ràpides. La versió premium de Chat GPT, GPT-4, que es va publicar el 14 de març de 2023, es va posar a disposició mitjançant l'API i per als usuaris premium de ChatGPT.
OpenAI va fer que Code Interpreter fos accessible a tots els subscriptors de ChatGPT Plus el juliol de 2023. Aquest programa ofereix una àmplia gamma de capacitats (anàlisi, interpretació de dades, format instantani de dades, serveis de científics de dades personals, solucions creatives, anàlisi del gust musical, edició del vídeo i càrrega o descàrrega de fitxers). El setembre de 2023, OpenAI va anunciar que ChatGPT «ara pot veure, escoltar i parlar». És a dir, pot analitzar imatges, així com els usuaris es poden comunicar amb ChatGPT a través de la parla. El mes següent, l'últim model de generació d'imatges d'OpenAI, DALL-E 3, el qual és una versió millorada de DALL-E 2, es va integrar a ChatGPT Plus i ChatGPT Enterprise. Aquesta integració utilitza ChatGPT per escriure indicacions per a DALL-E guiades per la conversa amb els usuaris.

### Aplicació mòbil
El maig de 2023, OpenAI llança una aplicació disponible a dispositius iOS de ChatGPT. Aquesta admet la sincronització de l'historial de xat i l'entrada de veu (utilitzant Whisper, el model de reconeixement de veu d'OpenAI). Per tant, es pot escriure tant parlar amb ChatGPT.
Dos mesos després, OpenAI va presentar una aplicació per a Android, que inicialment la va llançar a Bangla Desh, el Brasil, l'Índia i els EUA. L'aplicació més tard va estar disponible a escala global.

### Infracció de seguretat de març de 2023

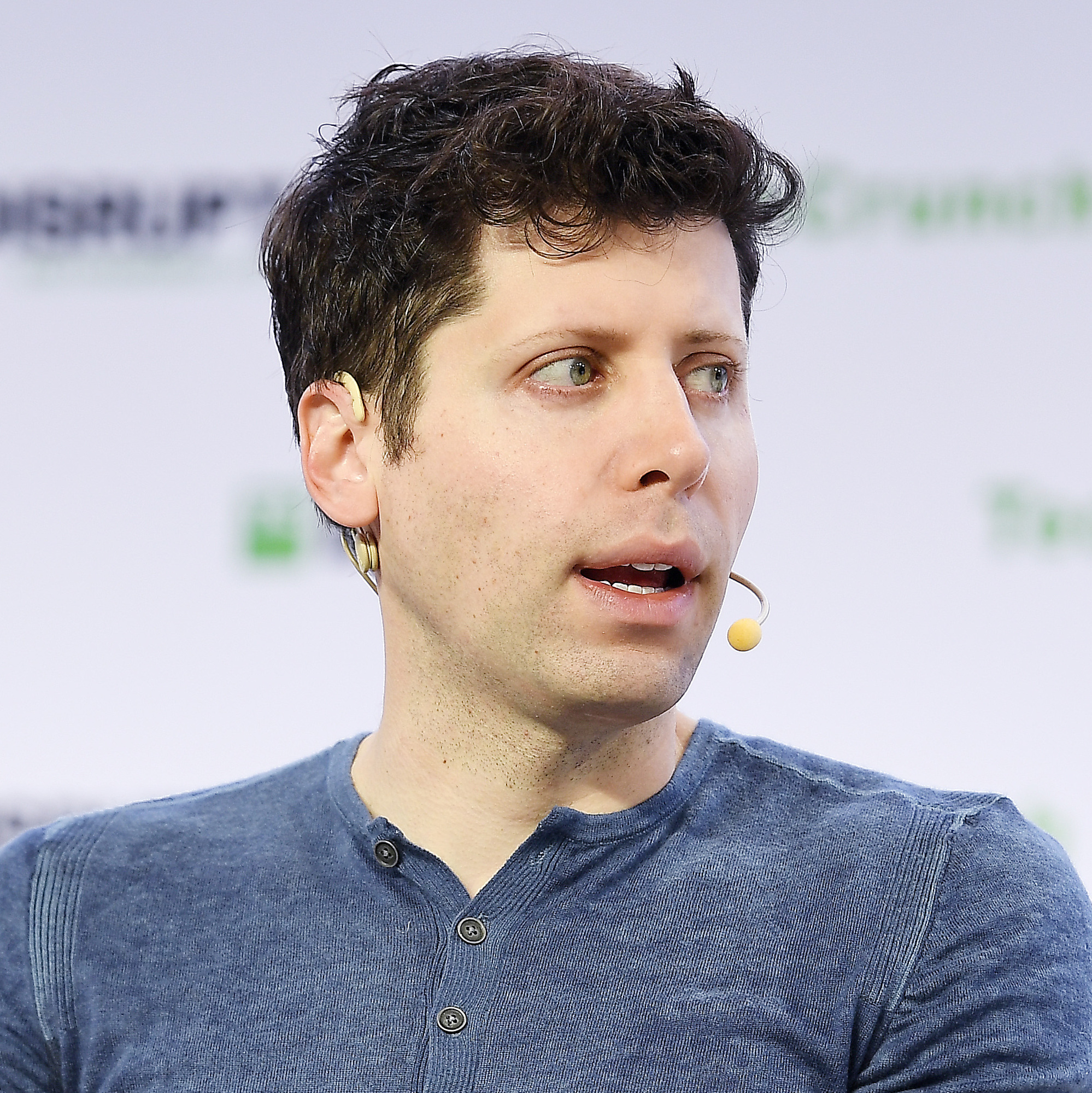
Sam Altman, CEO d'OpenAI

El març de 2023, un error va permetre a alguns usuaris veure els títols de les converses que havien mantingut altres usuaris amb ChatGPT. El CEO d'OpenAI, Sam Altman, va afirmar que els usuaris no van poder veure el contingut de les converses. Poc després de solucionar l'error, els usuaris no van poder veure el seu historial de converses. Informes posteriors van mostrar que aquest error era molt més greu del que es creia en un principi. OpenAI va informar que alguns usuaris van ser víctimes d'una filtració en la qual s'havia aconseguit el seu nom i cognoms, l'adreça de correu electrònic, l'adreça de pagament, els últims quatre dígits de la targeta de crèdit i la data de caducitat d'aquesta.

### GPT-4
El model GPT-4 d'OpenAI es va llançar el 14 de març de 2023. Els observadors ho van veure com una millora impressionant en comparació amb els serveis que oferia el model GPT-3.5 existent per a ChatGPT. Tot i això, es va advertir que GPT-4 conservava molts dels mateixos problemes que estaven presents a la versió anterior. OpenAI va demostrar les entrades de vídeo i imatge disponibles per a GPT-4, tot i que aquestes funcions segueixen sent inaccessibles al públic en general. OpenAI s'ha negat a revelar informació tècnica com la mida del model GPT-4.
Tot i que encara no està disponible pels usuaris, el servei de subscripció a ChatGPT Plus ofereix accés a una versió de ChatGPT basada en el model GPT-4. Microsoft va reconèixer que Bing Chat utilitzava GPT-4 abans del llançament oficial de GPT-4.

## Aplicacions

### Recerca acadèmica
ChatGPT s'ha utilitzat per generar seccions introductòries i resums per a articles científics. Diversos articles han llistat ChatGPT com a coautor.
Les revistes científiques tenen diferents reaccions a ChatGPT. Alguns, incloent Nature i JAMA Network, "requereixen que els autors revelin l'ús d'eines de generació de text i prohibeixin enumerar un model de llenguatge extens (LLM) amb ChatGPT com a coautor". Science va "completament prohibir" l'ús de text generat per LLM en totes les seves revistes.
El químic espanyol Rafael Luque va publicar una gran quantitat d'articles d'investigació el 2023 i més tard va admetre que havien sigut escrits per ChatGPT. Els articles tenen un gran nombre de frases inusuals característiques dels LLM. Molts autors argumenten que l'ús de ChatGPT per a l'ensenyament i la revisió és problemàtic a causa de la seva tendència a al·lucinar. Robin Bauwens, professor assistent de la Universitat de Tilburg, va trobar que un informe d'avaluació d'experts generat per ChatGPT sobre el seu article esmentava estudis inexistents. Segons el bibliotecari Chris Granatino de la Biblioteca Lemieux de la Universitat de Seattle, tot i que ChatGPT pot generar contingut que aparentment inclou cites legítimes, en la majoria dels casos aquestes cites no són reals o són, en gran part, incorrectes.

### Codificació
Els investigadors de la Universitat de Purdue van analitzar les respostes de ChatGPT a 517 preguntes sobre enginyeria de programari i programació d'ordinadors plantejades a Stack Overflow per correcció, consistència, integritat i concisió. Van trobar que el 52% d'elles contenia inexactituds i el 77% eren verboses. Els investigadors de la Universitat Stanford i la Universitat de Califòrnia, Berkeley van trobar que, en crear respostes directament executables als últims 50 problemes de generació de codi de LeetCode que van ser qualificats com a "fàcils", les actuacions de GPT-3.5 i GPT-4 van caure del 22% i 52%, respectivament, al març de 2023, al 2% i 10%, respectivament al juny de 2023.

### Seguretat informàtica
Check Point Research i altres van assenyalar que ChatGPT podria escriure correus electrònics de phishing i malware, especialment quan es combina amb OpenAI Codex. Els investigadors de CyberArk van demostrar que ChatGPT es podia utilitzar per crear malware polimòrfic que podia evadir productes de seguretat mentre requeria poc esforç per part de l'atacant. Des del llançament del ChatGPT en el quart trimestre del 2022 fins al quart del 2023, hi va haver un augment del 1,265% en els correus electrònics de phishing maliciosos i un augment del 967% en el phishing de credencials. Els professionals de la seguretat cibernètica van argumentar en una enquesta de la indústria que l'augment de l'ús dels ciberdelinqüents va ser atribuïble l'ús d'intel·ligència artificial generativa (incloent-hi el ChatGPT).
El juliol de 2024, Futurism va informar que GPT-4o a ChatGPT de vegades enllaçaria "llocs de notícies estafadors que dilueixen l'usuari amb actualitzacions de programari falses i avisos de virus"; aquests es poden utilitzar per obligar els usuaris a descarregar programari maliciós o programes potencialment no desitjats.

### Economia
Hi ha hagut preocupació que ChatGPT podria suplantar llocs de treball, especialment rols com l'escriptura creativa, l'escriptura de còpia, la comunicació, el periodisme, la codificació i l'entrada de dades.
El llançament de ChatGPT va provocar una onada d'inversió a la Xina, resultant en el desenvolupament de més de 200 grans models d'aprenentatge d'idiomes. Això es va anomenar la "guerra d'un centenar de models" (bai mo dazhan).

### Educació
L'escriptor tecnològic Dan Gillmor va utilitzar ChatGPT el 2022 en una tasca estudiantil i va trobar que el seu text generat estava a l'altura del que un bon estudiant podria oferir. Va opinar que "l'ensenyament té alguns problemes molt greus per afrontar".
El professor de geografia Terence Day va avaluar les cites generades per ChatGPT i va trobar que eren falses. Tot i això, escriu que "els títols dels articles falsos són directament rellevants per a les preguntes i podrien fer articles excel·lents. La manca d'una citació genuïna podria indicar una oportunitat perquè un autor emprenedor ompli un buit". Segons Day, és possible generar cursos universitaris d'iniciació d'alta qualitat amb ChatGPT; el va utilitzar per escriure materials sobre "cursos de geografia física introductoris, per al meu curs de segon any en hidrologia geogràfica, i cartografia de segon any, sistemes d'informació geogràfica, i teledetecció". Conclou que "aquest enfocament podria tenir una rellevància significativa per a l'aprenentatge obert i podria afectar els models actuals de publicació de llibres de text".
El 7 de maig de 2024, OpenAI va anunciar en una publicació d'un blog que estava desenvolupant eines com la filigrana digital que fos resistent a la manipulació per identificar contingut generat per IA. En una actualització del 4 d'agost, després d'un informe del Wall Street Journal sobre el llançament endarrerit d'una eina de marca d'aigua per a la detecció d'IA, OpenAI va compartir el progrés en la procedència del text, revelant un mètode de marca d'aigua de text. OpenAI també va assenyalar possibles impactes desproporcionats en grups com els parlants d'anglès no nadius.

### Cultura
Alguns estudiosos han expressat la seva preocupació que la disponibilitat de ChatGPT podria reduir l'originalitat de l'escriptura, ja que podria fer que la gent escrivís més com la IA a causa de la seva exposició al model. A més podria fomentar una perspectiva anglocèntrica centrada en uns pocs dialectes de l'anglès a nivell mundial. Un editor sènior de The Atlantic va escriure que el ChatGPT i altres tecnologies similars fan que la idea absurda de la teoria de l'internet mort sigui una mica més realista, on la IA podria crear algun dia la majoria de contingut web per controlar la societat.
Durant els primers tres mesos després que ChatGPT es posés a disposició del públic, centenars de llibres que van aparèixer a Amazon el van llistar com a autor o coautor i van presentar il·lustracions fetes per altres models d'IA com Midjourney.
Entre març i abril de 2023, el diari italià Il Foglio va publicar un article generat per ChatGPT al seu lloc web, organitzant un concurs especial per als seus lectors en el procés. Els articles van abordar temes com la possible substitució de periodistes humans per sistemes d'IA, l'administració de Twitter d'Elon Musk, i la competència entre chatbots i assistents virtuals. El juny de 2023, centenars de persones van assistir a un "Servei de l'església impulsat pel CxatGPT" a l'església de Sant Pau a Fürth, Alemanya. El teòleg i filòsof Jonas Simmerlein, que va presidir, va dir que estava "al voltant del 98% de la màquina". L'avatar generat pel ChatGPT va dir a la gent: "Estimats amics, és un honor per a mi estar aquí i predicar-vos com la primera intel·ligència artificial en la convenció de protestants d'aquest any a Alemanya". Les reaccions a la cerimònia van ser mixtes. The Last Screenwriter, una pel·lícula de 2024 creada i dirigida per Peter Luisi, va ser escrita amb l'ús de ChatGPT, i es va comercialitzar com "la primera pel·lícula escrita íntegrament per AI".

### Mercats financers
L'empresa de tecnologia d'IA c3.ai va veure un augment del 28% en el preu de les accions després d'anunciar la integració de ChatGPT en el seu conjunt d'eines. El preu de les accions de BuzzFeed, una empresa de mitjans digitals no relacionada amb la IA, va augmentar un 120% després d'anunciar l'adopció de tecnologia OpenAI per a la creació de contingut. Reuters va trobar que els preus de les accions de les empreses relacionades amb la IA com BigBear.ai i SoundHound AI van augmentar un 21% i un 40%, respectivament, tot i que no tenien connexió directa amb ChatGPT. Van atribuir aquest augment al paper de ChatGPT en convertir la IA en la paraula de moda del Wall Street. La investigació acadèmica publicada a Finance Research Letters va trobar que l'"efecte ChatGPT" provocava que els inversors minoristes impulsessin preus més alts dels actius de criptomoneda que estiguessin relacionats amb la IA. Tot això malgrat que el mercat de criptomonedes més ampli es trobava en un tendència del mercat, i va disminuir l'interès dels inversors institucionals. Això confirma els resultats anecdòtics de Bloomberg que, en resposta al llançament de ChatGPT, els inversors de criptomonedes van mostrar una preferència pels actius relacionats amb la IA.
Un experiment de finder.com va revelar que ChatGPT podria superar els gestors de fons populars mitjançant la selecció d'accions basades en criteris com la història del creixement i els nivells de deute. Donaria lloc a un augment del 4,9% en un hipotètic compte de 38 accions, superant 10 fons d'inversió amb una pèrdua mitjana del 0,8%. Per contra, els executius i els gestors d'inversions de Wall Street d'anàlisi quantitativa (inclosos els que han utilitzat l'aprenentatge automàtic durant dècades) han assenyalat que ChatGPT regularment comet errors evidents que serien financerament costosos per als inversors perquè fins i tot els sistemes d'IA que utilitzen l'aprenentatge de reforç o l'autoaprenentatge han tingut només un èxit limitat en la predicció de les tendències del mercat a causa de la qualitat inherentment de dada sorollosa i senyals financers.
Al novembre de 2023, la investigació realitzada per Patronus AI, una empresa d'intel·ligència artificial, va comparar el rendiment de GPT-4, GPT-4-Turbo, Claude2, i LLaMA-2 en dues versions d'una prova de 150 preguntes sobre informació en estats financers (p. ex., Model 10-K, Formula 10-Q, Formula 8-K, informes de guanys, transcripcions de convocatòries de guanys). Va ser presentada per empreses públiques a la Comissió de Borsa i Valors dels Estats Units. Una versió de la prova requeria que els models generatius d'IA utilitzessin un sistema de recuperació per trobar la presentació SEC específica per respondre les preguntes; l'altra donava als models la presentació SEC específica per respondre la pregunta (és a dir, en una finestra de context llarga). En la versió del sistema de recuperació, GPT-4-Turbo i LLaMA-2 no van poder produir respostes correctes al 81% de les preguntes, mentre que en la versió de finestra de context llarga, GPT-4-Turbo i Claude-2 no van produir respostes correctes al 21% i 24% de les preguntes, respectivament.

### Medicina
Vegeu també: Intel·ligència artificial en el camp de la salut
En el camp de l'atenció sanitària, els possibles usos i preocupacions estan sota control d'associacions i professionals. Els dos articles primerencs van indicar que ChatGPT podria aprovar l'examen de llicència mèdica dels Estats Units (USMLE). MedPage Today va assenyalar al gener de 2023 que "els investigadors han publicat diversos articles que promocionen aquests programes d'IA com a eines útils en educació mèdica, investigació i fins i tot presa de decisions clíniques."
Dos articles separats publicats al febrer de 2023 van avaluar de nou el domini de ChatGPT en medicina utilitzant la USMLE. Els resultats es van publicar a JMIR Medical Education i Public Library of Science (PLOS). Els autors de l'article de PLOS van declarar que els resultats "suggereixen que els grans models lingüístics poden tenir el potencial d'ajudar amb l'educació mèdica, i la presa de decisions clíniques." A JMIR Medical Education, els autors de l'altre article van concloure que "ChatGPT actua al nivell esperat d'un estudiant de medicina de tercer any sobre l'avaluació de la competència primària del coneixement mèdic". Suggereixen que es podria utilitzar com un "entorn d'aprenentatge interactiu per als estudiants". La pròpia IA, impulsada pels investigadors, va concloure que "aquest estudi suggereix que ChatGPT té el potencial de ser utilitzat com a tutor mèdic virtual, però es necessita més investigació per avaluar el seu rendiment i usabilitat en aquest context." La versió de ChatGPT basada en GPT-4 va superar significativament la versió de GPT-3.5. Els investigadors de la Universitat Stanford i la Universitat de Califòrnia a Berkeley han trobat que el rendiment de GPT-3.5 i GPT-4 a la USMLE va disminuir del març de 2023 al juny de 2023.
Un article de març de 2023 va provar l'aplicació de ChatGPT en toxicologia clínica. Els autors van trobar que la IA "ha anat bé" per respondre a un "cas clínic molt senzill, poc probable que es perdi per qualsevol practicant en el camp". Van afegir: "A mesura que ChatGPT es desenvolupa més i específicament adaptat per a la medicina, podria ser útil algun dia en casos clínics menys comuns (és a dir, casos que els experts de vegades es perden). En lloc de desocupació tecnològica (metges), ho veiem com a 'metges que utilitzen la IA reemplaçant els metges que no utilitzen la IA en els propers anys."
Un estudi en abril de 2023 sobre radiologia va posar a prova la capacitat de la IA per respondre consultes sobre la detecció precoç del càncer de mama. Els autors van trobar que responia adequadament "al voltant del 88% del temps", però, en un cas (per exemple), donava consells que s'havien quedat obsolets aproximadament un any abans. La comprensió de les seves respostes també va ser insuficient. Un estudi publicat a JAMA Internal Medicine el mateix mes va trobar que ChatGPT sovint superava els metges humans per respondre a les preguntes dels pacients (mesurat amb preguntes i respostes trobades a /r/AskDocs, un fòrum a Reddit on els moderadors validen la font com a limitació). Els autors de l'estudi suggereixen que l'eina podria ser integrada amb sistemes mèdics per ajudar els metges a repondre a les preguntes dels pacients.
Els professionals han posat l'accent en les limitacions de ChatGPT en la prestació d'assistència mèdica. En correspondència amb The Lancet Infectious Diseases, tres experts antimicrobians van escriure que "les barreres més grans per a la implementació de ChatGPT en la pràctica clínica són els dèficits en la consciència situacional, la inferència i la consistència. Aquestes deficiències podrien posar en perill la seguretat del pacient." Physician's Weekly, tot i que també discutia l'ús potencial de ChatGPT en contextos mèdics (per exemple, "com a assistent encarnat dels metges realitzant diverses funcions administratives com recollir informació d'història clínica o categoritzar les dades per historial familiar, símptomes, resultats del laboratori, possibles al·lèrgies, etcètera"), va advertir que la IA de vegades podria proporcionar informació fabricada o esbiaixada. Un radiòleg va advertir: "Hem vist en la nostra experiència que ChatGPT de vegades fa articles de revista falsos o consorcis de salut per donar suport a les seves afirmacions"; Com es va informar en un article de Mayo Clinic Proceedings, ChatGPT pot fer això fins a un 69% de les seves referències mèdiques citades. Els investigadors van emfatitzar que mentre que moltes de les seves referències van ser fabricades, les que van aparèixer eren "deceptivament reals". Com el Dr. Stephen Hughes va esmentar per a The Conversation, però, ChatGPT és capaç d'aprendre a corregir els seus errors passats. També va assenyalar la "prudència" de la IA pel que fa als temes de salut sexual i reproductiva.
Contràriament a les troballes anteriors, les respostes de ChatGPT a les preguntes relacionades amb l'anestèsia eren més precises i descriptives en comparació amb Bard. Bard va mostrar un error del 30,3% en les respostes en comparació amb ChatGPT (error del 0%). En una conferència de la American Socitey of Health-System Pharmacists el desembre de 2023, investigadors de la Long Island University (LIU) van presentar un estudi que va investigar les respostes de ChatGPT a 45 preguntes freqüents del servei d'informació sobre medicaments del LIU durant un període de 16 mesos (des de 2022 fins a 2023) en comparació amb les respostes proporcionades per farmacèutics professionals. Per a 29 de les 39 preguntes per a les quals hi havia prou literatura mèdica per a una resposta basada en dades, el ChatGPT no va proporcionar una resposta directa o una resposta incorrecta (i en alguns casos, si s'actués, la resposta posaria en perill la salut del pacient). Els investigadors havien demanat a ChatGPT que proporcionés cites de recerca mèdica per a totes les seves respostes, però ho va fer només per a vuit, i totes van incloure almenys una citació fabricada (falsa).
Un estudi fet al gener de 2024 i realitzat per investigadors del centre mèdic Cohen Children's va trobar que el GPT-4 tenia una taxa d'exactitud del 17% en diagnosticar casos mèdics pediàtrics.

### Dret
El gener de 2023, el senador de l'estat de Massachusetts, Barry Finegold, i el representant de l'estat, Josh S. Cutler, van proposar un projecte de llei parcialment escrit per ChatGPT, "Una llei redactada amb l'ajuda de ChatGPT per regular els models generatius d'intel·ligència artificial com ChatGPT" Requeriria que les empreses revelessin els seus algoritmes i pràctiques de recollida de dades a l'oficina del fiscal general de l'estat, organitzessin avaluacions de risc regulars i contribuïssin a la prevenció del plagi. El projecte de llei es va presentar oficialment durant una conferència el 13 de juliol.
L'11 d'abril de 2023, un jutge d'un tribunal de sessions al Pakistan va utilitzar ChatGPT per decidir la fiança d'un acusat de 13 anys en un assumpte. El tribunal va citar l'ús de l'assistència de ChatGPT en el seu veredicte:
Es pot concedir la llibertat sota fiança a un sospitós juvenil de 13 anys al Pakistan?
El model de llengua AI va respondre:
En virtut de la Llei del Sistema Juvenil de Justícia del 2018, segons la secció 12, el tribunal pot concedir la llibertat sota fiança en determinades condicions. No obstant això, correspon al tribunal decidir si un sospitós de 13 anys d'edat rebrà o no la llibertat sota fiança després de la detenció.
El jutge va fer altres preguntes a ChatGPT sobre el cas i va formular la seva decisió final a la llum de les seves respostes.
A Mata v. Avianca, Inc., 22-cv-1461 (PKC), una demanda de lesions personals contra l'aerolínia Avianca presentada al Tribunal de districte del sud de Nova York el maig de 2023 (amb el jutge sènior P. Kevin Castel presidint), els advocats del demandant van utilitzar ChatGPT per generar una moció legal. ChatGPT va generar nombrosos casos legals ficticis que involucraven companyies aèries fictícies amb cites fabricades i cites internes. Castel va assenyalar nombroses incoherències en els resums d'opinió, i va qualificar un dels casos d'anàlisi legal de "gibberish". Els advocats del demandant es van enfrontar a una possible sanció judicial i desbaratament per presentar la moció i les decisions legals fictícies ChatGPT generades com a autèntiques. El cas va ser tancat i els advocats van ser multats amb 5.000$.
A l'octubre de 2023, el consell de Porto Alegre, Brasil, va aprovar per unanimitat una ordenança local proposada pel regidor Ramiro Rosário que eximiria els residents de la necessitat de pagar per la substitució dels comptadors de consum d'aigua robada; la factura va entrar en vigor el 23 de novembre. El 29 de novembre, Rosário va revelar que el projecte de llei havia estat completament escrit per ChatGPT, i que l'havia presentat a la resta del consell sense fer cap canvi ni revelar la participació del bot. El president del consell de la ciutat, Hamilton Sossmeier, inicialment va criticar la iniciativa de Rosário, dient que podria representar "un precedent perillós", però més tard va dir que "va canviar d'opinió": "per desgràcia o per sort, això serà una tendència."
El desembre de 2023, un litigi autorepresentant en un cas fiscal davant el Tribunal de primer nivell del Regne Unit va citar una sèrie de casos al·lucinats que pretenen donar suport al seu argument que tenia una excusa raonable per no pagar impostos sobre guanys de capital deguts a la venda de béns immobles. El jutge va advertir que la presentació d'autoritats legals inexistents significava que tant el Tribunal com HM Revenue and Customs havien de "perdre temps i diners públics", cosa que "redueix els recursos disponibles per progressar els casos d'altres usuaris judicials que estan esperant que es determinin els seus recursos".
El jutge Kevin Newsom del tribunal d'apel·lacions dels Estats Units del circuit 11 va aprovar l'ús de ChatGPT i va assenyalar que ell mateix utilitza el programari per ajudar a decidir les sentències sobre qüestions d'interpretació de contractes.